# Nico Klopp
Nico Klopp (18. září 1894 Bech-Kleinmacher – 29. prosince 1930 Lucemburk) byl lucemburský malíř a grafik, propagátor moderního umění v Lucembursku. 

## Život
Pocházel z vinařské rodiny, studoval na Lycée des Arts et Métiers v Lucemburku a na výtvarných akademiích v Düsseldorfu, Kolíně nad Rýnem a Výmaru. Příležitostnými výtvarnými zakázkami se v malém Lucembursku nemohl uživit, pracoval proto na radnici v Remichu a přivydělával si obchodováním se psy. Jeho tvorba se nesla v duchu postimpresionismu a německého expresionismu, experimentoval s rozsáhlými barevnými plochami a jejich kontrastem. Ačkoli začínal jako figuralista, postupně se zaměřil na krajinomalbu a jeho oblíbeným námětem byl rodný kraj v povodí Mosely, který zachycoval v proměnách ročních období. Věnoval se také portrétu a zátiší, vytvářel plakáty a knižní ilustrace, pracoval s technikou dřevorytu a linorytu.  
Spolu s Josephem Kutterem a Clausem Citem opustili v roce 1927 konzervativní sdružení Cercle Artistique de Luxembourg a založili Salon de la Sécession, usilující o kontakt se světovým uměleckým děním. Zemřel ve věku 36 let, příčinou byl patrně nádor mozku. Jeho tvorba je vystavena v Národním muzeu dějin a umění v Lucemburku. Lucemburská pošta vydala v roce 1975 známku s Kloppovým obrazem mostu v Remichu. V tomto městě bylo po Kloppovi také pojmenováno náměstí. 

## Galerie

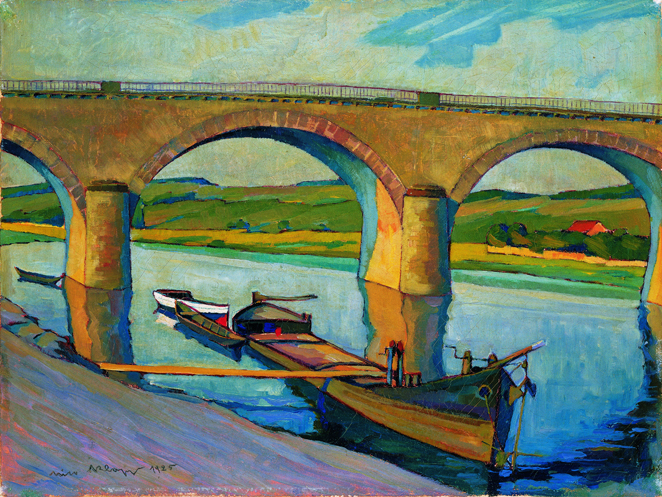
Most v Remichu, 1925
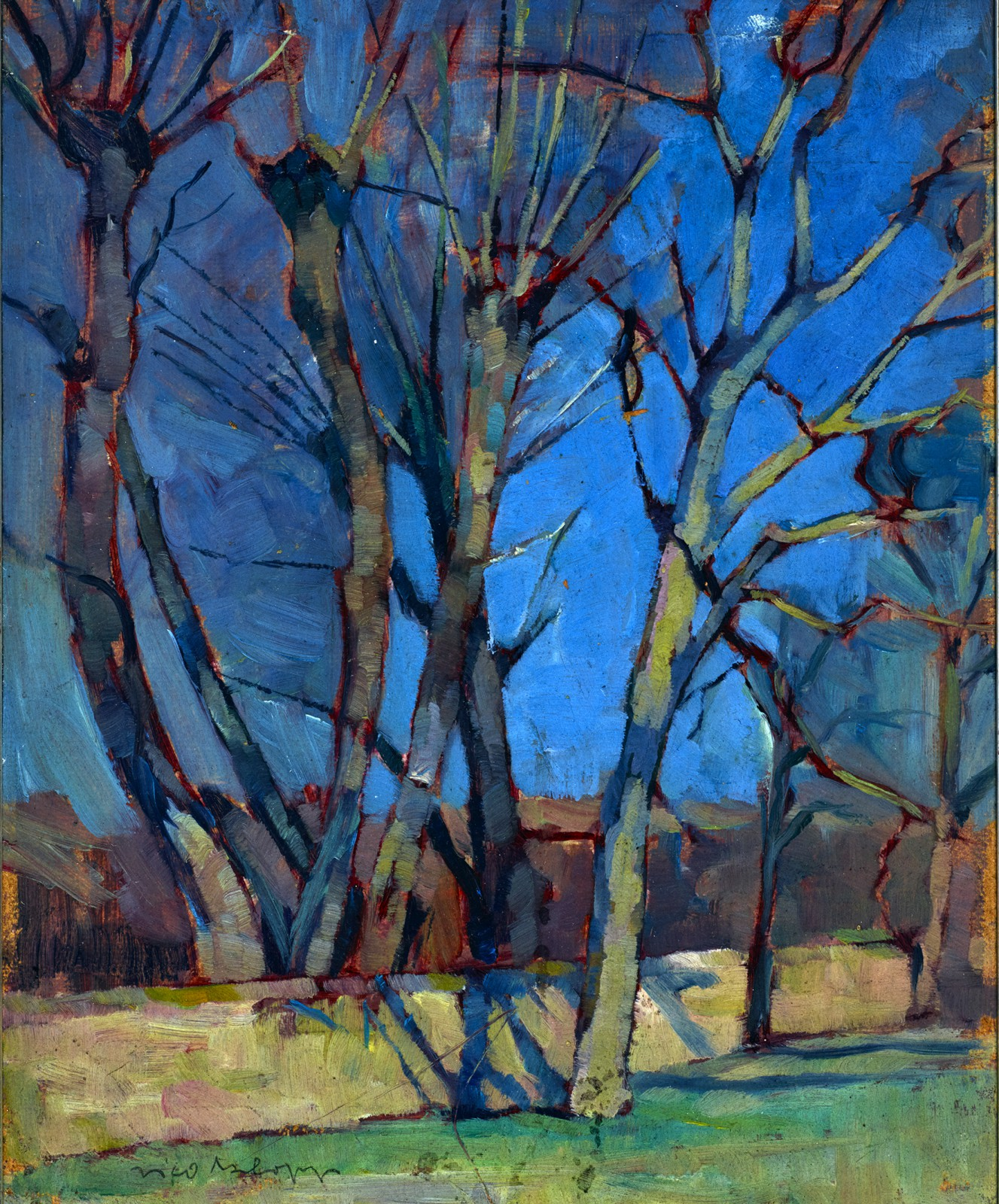
Stromy s modrou oblohou, 1927
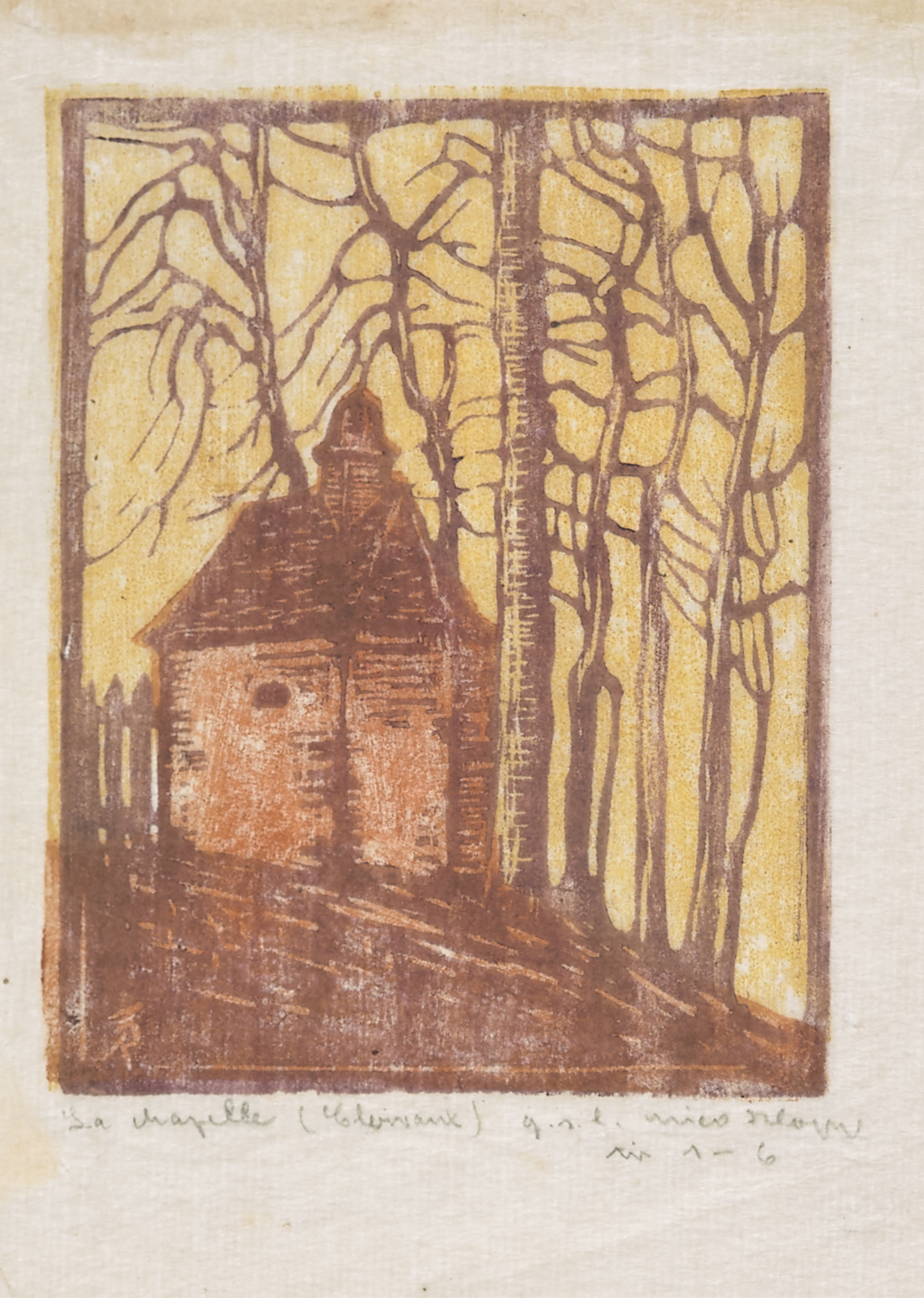
Kaplička v Clervaux, 1927
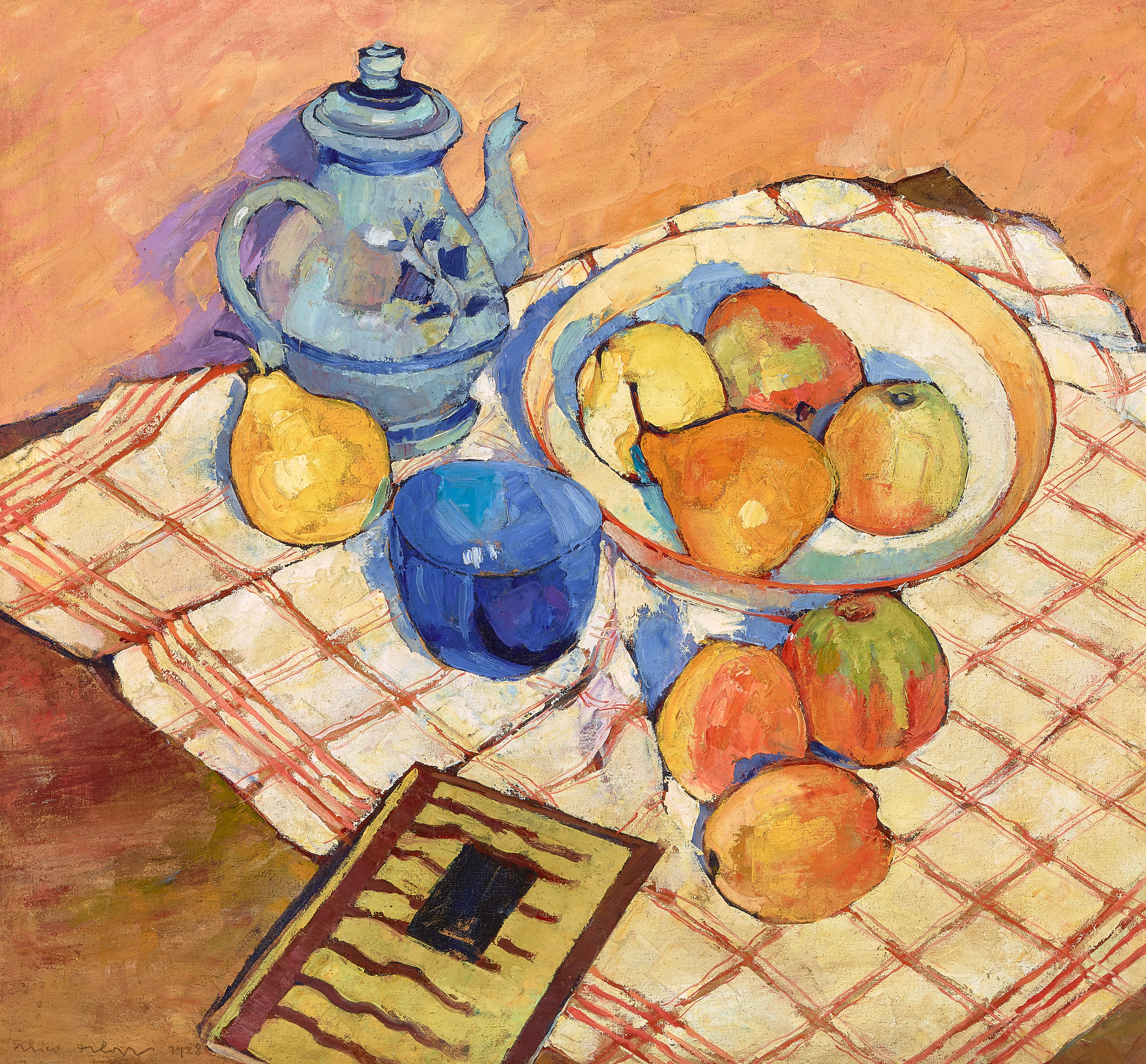
Zátiší s jablky a hruškami, 1928
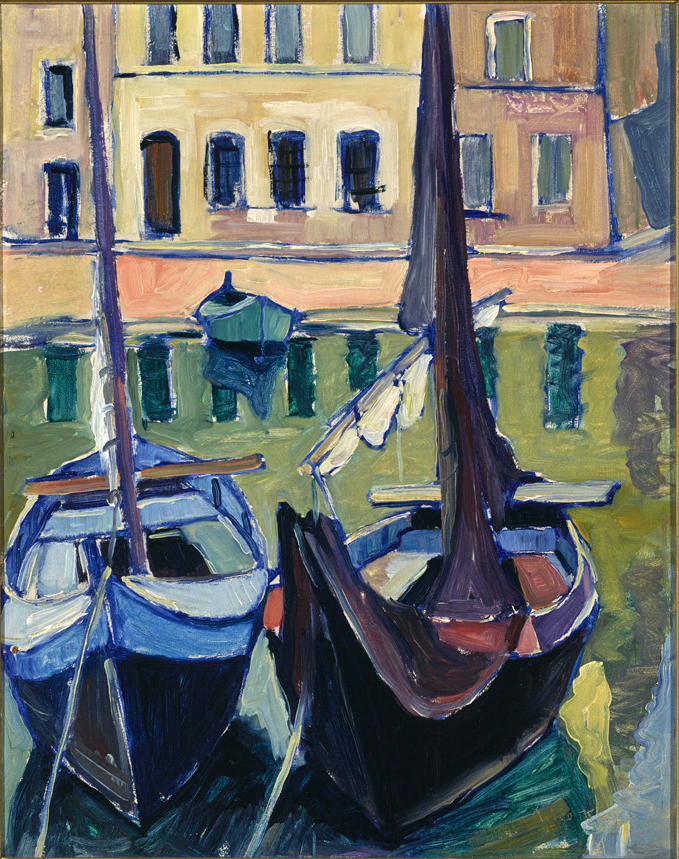
Přístav v Martigues, 1929
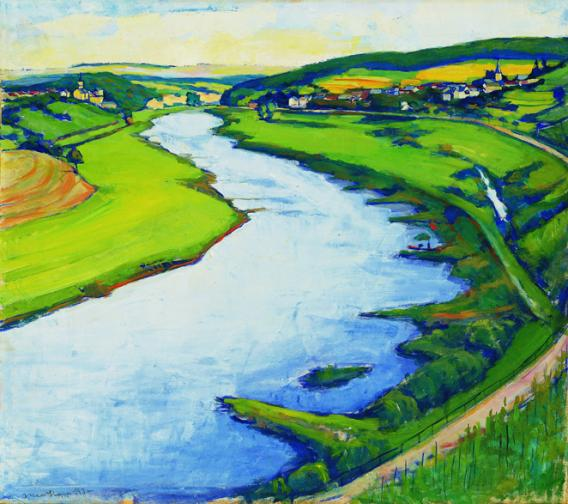
Zákrut Mosely u Greiveldange, 1930